# كرة القدم في الولايات المتحدة

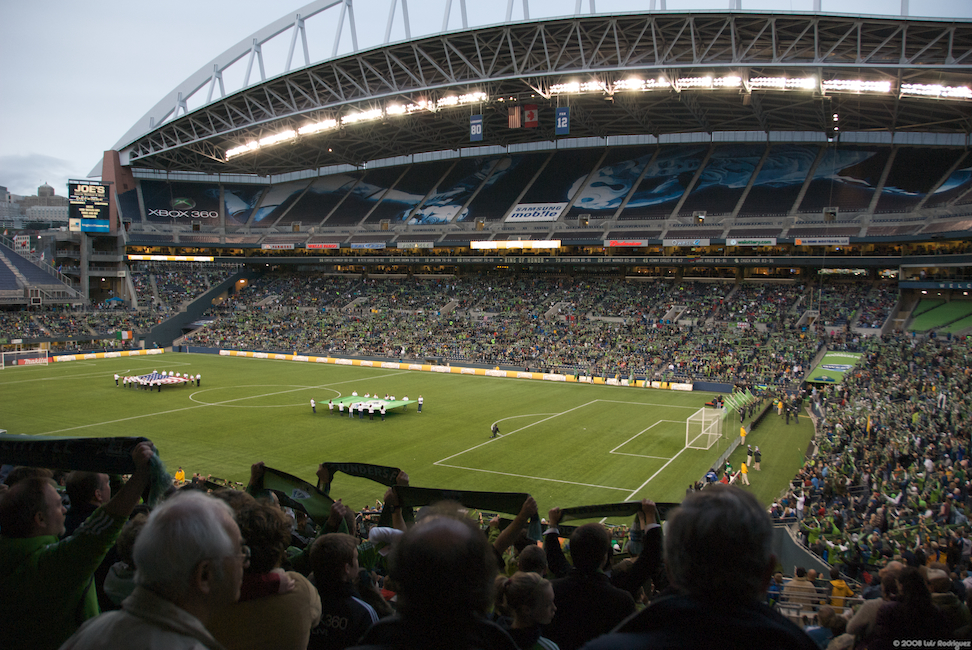
مباراة كرة قدم من الدوري الأمريكي في سياتل.

كرة القدم في الولايات المتحدة يتم إدارة كرة القدم في الولايات المتحدة عن طريق اتحاد الولايات المتحدة لكرة القدم بما ضمنها المنتخبات الوطنية ومنافسات بطولات الدوري والكأس. حسب إحصاء غالوب تعتبر كرة القدم ثالث أكثر الرياضات لعباً بعد كرة السلة وكرة القدم الأمريكية. منذ عقد 1960 و1970 زادت شعبية كرة القدم لتستضيف الولايات المتحدة بطولة كأس العالم 1994 وكأس العالم للسيدات 1999. تعتبر كرة القدم رابع أو خامس أكثر الرياضات شعبية في الولايات المتحدة خلف كرة القدم الأمريكية و كرة القاعدة و كرة السلة و هوكي الجليد وأصبحت ثاني أكثر الرياضات زيادة في الشعبية بعد اللاكروس. يمثل منتخب الولايات المتحدة لكرة القدم البلاد في المنافسات الدولية ويمثل منتخب الولايات المتحدة لكرة القدم للسيدات في منافسات النساء الدولية، تتنافس الأندية الأمريكية في الدوري الأمريكي لكرة القدم (MLS) الذي التنافس فيه بين 23 فريق (20 فريق من الولايات المتحدة و3 من كندا) والذي يبدأ في شهر مارس وينتهي في شهر ديسمبر، يعتبر الدوري الأمريكي لكرة القدم ثالث أكثر الدوريات الرياضية الشعبية في الولايات المتحدة بعد الدوري الوطني لكرة القدم الأمريكية ودوري كرة القاعدة الرئيسي، ويعتبر سابع أكثر دوريات كرة القدم شعبية في العالم.

## التاريخ
أول ظهور لكرة القدم في الولايات المتحدة كان في جزيرة إيليس في نيويورك وفي نيو أورليانز حيث كان يتم التنافس بين المهاجرين الأيرلنديين والإنجليز والأسكتلنديين والألمان، تم إقامة أول مباراة كرة القدم في الولايات المتحدة في سنة 1869 وكانت بين جامعة برنستون وجامعة روتجرز وإنتهت بفوز جامعة روتجرز بنتيجة 6-4 حيث كان لدى كل فريق 25 لاعب، لم تنتشر شعبية كرة القدم في الولايات المتحدة عكس أوروبا حيث أنصب اهتمام الأمريكيين إلى الرغبي التي تطورت هناك فيما بعد إلى كرة القدم الأمريكية في عقد 1880. في أبريل 1913 تم تأسيس اتحاد الولايات المتحدة لكرة القدم وأصبح أحد أعضاء الفيفا وثم اتحاد أمريكا الشمالية لكرة القدم.

## الشعبية
في 2006 ظهر حوالي 24 مليون أمريكي يلعبون كرة القدم، يوجد حوالي 4.2 مليون لاعب كرة قدم في الولايات المتحدة (2.5 مليون ذكر و 1.7 أنثى). في إستطلاع في سنة 2012 إتضح إن 30% من الأمريكيين مارسوا أو لعبوا كرة القدم لتكون ثاني أكثر رياضة ممارسة من الشعب بعد كرة القاعدة. إزداد عدد الأمريكيين الذين مارسوا كرة القدم في شبابهم، حسب مجلة إي إس بي إن الرياضية إتضح أن كرة القدم هي رابع أكثر الرياضات الجماعية شعبية في الولايات المتحدة حيث تمكنت من التقدم على هوكي الجليد في 2006، في 2011 عبر 8.2% من الأمريكيين أن كرة القدم هي رياضتهم المفضلة. في إحصاء هارس إنترتاينمنت أظهرت أن كرة القدم هي خامس أكثر رياضة شعبية حيث ذكر 2% من الأمريكيين أن كرة القدم هي رياضتهم المفضلة. تعتقد مجلة إي إس بي إن كرة القدم ستكون ثاني أكثر الرياضات الشعبية في البلاد خلال ال12 إلى 24 السنة القادمة. في سنة 2013 إحتل لاعب كرة القدم الأرجنتيني ليونيل ميسي لأول مرة ضمن ال10 الرياضيين الأكثر شعبية في الولايات المتحدة حسب مجلة إي إس بي إن. في حين لم يتواجد ضمن إحصاء هاريس ضمن العشرة الأوائل. إحصاء غالوب في سنة 2017 وجد أن كرة القدم تجاوزت شعبية كرة القاعدة حيث وصلت إلى 11% فيما أصبحت كرة القاعدة على 9%. تحظى كرة القدم شعبية كبيرة عند أمريكيون ذوي الأصول المكسيكية.

## منتخب الولايات المتحدة
نافس منتخب الولايات المتحدة في بطولات كأس العالم وكأس القارات وكأس الكونكاكاف بالإضافة لبطولة كوبا أمريكا من خلال الدعوة. لمنتخب الولايات المتحدة بعض الإنجازات أبرزها كان احتلاله المركز في أول بطولة كأس العالم في 1930 في الأورغواي والتي تمكن من خلالها من احتلال المركز الثالث، كما نافس المنتخب في بطولتي كأس العالم 1934 في إيطاليا وبطولة كأس العالم 1950 في البرازيل، والتي خرج فيها من دوري المجموعات بعد الخسارة أمام منتخب إنجلترا، بعد ذلك غابت الولايات المتحدة عن كأس العالم لمدة 40 سنة ولم تتمكن من التأهل إلى بطولة 1990 التي أقيمت في إيطاليا ومنذ ذلك تمكنت من التأهل حتى بطولة 2014 في البرازيل فيما فشلت بالتأهل إلى بطولة 2018 في روسيا، إستضافت الولايات المتحدة بطولة كأس العالم 1994 والتي حصلت على أعلى نسب المشاهدة أنذاك، وصلت الولايات المتحدة إلى دوري 16 وأقصيت من قبل منتخب البرازيل، في كأس العالم 2002 في كوريا الجنوبية واليابان وصل منتخب الولايات المتحدة إلى الدور الربع النهائي بعدما تمكن من إقصاء منتخب المكسيك في دوري ال16 ليخسر أمام منتخب ألمانيا في الدور الربع النهائي، في كأس العالم 2010 في جنوب أفريقيا تمكن منتخب الولايات المتحدة من تصدر مجموعته لأول مرة إلا أنه خرج من ال16 بعد هزيمته أمام منتخب غانا بنتيجة 2-1، في كأس العالم 2014 تمكن منتخب الولايات المتحدة من الوصول مرة أخرى إلى دور ال16 الذي أقصي فيه بعد خسارته أمام منتخب بلجيكا. من إنجازات منتخب الولايات المتحدة الأخرى هو وصوله إلى المباراة النهائية في بطولة كأس القارات 2009 بعد أن تمكن من هزيمة منتخب إسبانيا المصنف الأول في العالم أنذاك بنتيجة 2-0 قبل أن يخسر المباراة النهائية أمام منتخب البرازيل بنتيجة 3-2 بعد ريمونتادا تاريخية. تمكن منتخب الولايات المتحدة أيضاً من الفوز بكأس الكونكاكاف 6 مرات في سنوات 1991 و 2002 و 2005 و 2007 و 2013 و 2017 ليكون ثاني أكثر منتخب فاز بها بعد منتخب المكسيك الذي 10 مرات بالكأس.